# Saguenay Paramedic
Saguenay Paramedic byl profesionální kanadský klub ledního hokeje, který sídlil v Saguenay v provincii Québec. V letech 2002–2005 působil v profesionální soutěži Ligue Nord-Américaine de Hockey. Paramedic ve své poslední sezóně v LNAH skončil v základní části na desátém místě.
Založen byl v roce 2002 po přestěhování týmu Jonquière Condors do Saguenay.

## Historické názvy
Zdroj: 
- 2002 – Saguenay Paramedic
- 2004 – Saguenay Fjord

## Přehled ligové účasti
Zdroj: 
- 2002–2004: Ligue de hockey semi-professionnelle du Québec
- 2004–2005: Ligue Nord-Américaine de Hockey